# RayForce
RayForce (レイフォース?, Reifōsu) è un videogioco arcade di genere sparatutto scorrimento verticale, sviluppato e pubblicato dalla Taito nel 1994. Ebbe delle conversioni per Sega Saturn e PC.
A causa di problemi di marchio, quando la versione domestica fu rilasciata in Giappone fu rinominata Layer Section. La versione PC fu rilasciata fuori dal Sol Levante mantenendo questo nome, ma quando Acclaim pubblicò la versione Saturn per i mercati nordamericani ed europei, venne cambiato in Galactic Attack. Il titolo fu anche intitolato Gunlock nelle sale giochi europee.
L'emulazione dell'originale arcade è inclusa nelle versioni Xbox/PC della raccolta Taito Legends 2 e in Taito Memories II Jōkan per PlayStation 2, quest'ultimo uscito solo in Giappone.

## Trama
In un lontano futuro, i governi di tutto il pianeta Terra costruiscono un enorme supercomputer e lo chiamano "Con-Human". Lo scopo di questo computer è di governare i sistemi ambientali del pianeta, verificando che vengano forniti nutrienti e cure adeguati per garantire la cultura di umani e animali.
Tuttavia, il disastro colpisce quando la mente di un umano clonato è collegata al sistema, facendo diventare Con-Human senziente e folle. Inizia a indurre calamità in tutto il pianeta, costruendo cloni corrotti di organismi esistenti, distruggendo i suoi padroni umani e sterminando la natura che avrebbe dovuto proteggere, apparentemente con l'intenzione di sostituire tutto con ciò che Con-Human considera versioni migliorate di se stessi.
Dopo una guerra prolungata, Con-Human è riuscito a sterminare il 99,8% dell'umanità, con i resti che fuggono verso le colonie spaziali. Nel frattempo, Con-Human rifà l'interno della Terra. Di conseguenza, la Terra, come l'umanità la conosceva, ha cessato completamente di esistere, trasformata in una fortezza mobile delle dimensioni di un pianeta che è in realtà il corpo di Con-Human. Con-Human intende usare la Terra trasformata per cercare e distruggere le colonie, cancellando ogni traccia rimanente di vecchia vita dall'Universo e lasciando solo la nuova vita che ha creato personalmente. Ora, prendendo l'offensiva su vasta scala, l'umanità sviluppa potenti astronavi, una delle quali è il caccia stellare "RVA-818 X-LAY", per combattere la macchina oppressiva distruggendo la ormai infettata Terra.

## Modalità di gioco
Il giocatore pilota l'RVA-818 X-LAY con il joystick a otto direzioni e due pulsanti per i colpi e i laser di aggancio, e può prendere i power-up per rafforzare la potenza dei colpi e aumentare il numero di laser di aggancio sparati simultaneamente mentre naviga nei livelli. A tal proposito, in RayForce i livelli sono in tutto sette.
I colpi normali sono sempre a fuoco automatico e non colpiranno a meno che il nemico non si trova alla stessa altezza dell'astronave. Per capire a quale altezza si trova il nemico bisogna guardare al suo colore. Quelli alla stessa altezza sono visti con colori vivaci, mentre gli altri nelle posizioni più basse con colori leggermente più scuri.
Si aggancia a un aereo nemico a bassa quota allineando il mirino visualizzato di fronte ad esso, chiamato "marcatore di aggancio", quindi premere il pulsante per sparare un laser di tracciamento automatico e attaccare. I laser sparati mentre il nemico è agganciato non mancheranno il bersaglio perché vengono sparati da dietro l'aereo e seguono il nemico fuori dallo schermo descrivendo un arco. Tuttavia, non si può agganciare un nemico che ha raggiunto la stessa altezza del velivolo. È possibile agganciare contemporaneamente fino a otto colpi contro anche i nemici con maggiore resistenza. Inoltre, quando due persone giocano contemporaneamente, il numero totale di tiri è di otto quattro tiri per ciascuno. Se non si spara con il laser, l'aggancio verrà rilasciato automaticamente dopo 4 secondi o quando il bersaglio lascia lo schermo.
Distruggendo molti aerei nemici contemporaneamente con un laser di aggancio, i punti dei nemici che possono essere distrutti con un singolo colpo laser verranno moltiplicati. Pertanto, per puntare a un punteggio elevato, è essenziale definire uno schema per l'ordine di aggancio. D'altra parte, è possibile ridurre relativamente il livello di difficoltà concentrandosi sulla distruzione dei nemici in modo efficiente piuttosto che puntare a un punteggio elevato.

## Accoglienza
In Giappone, la rivista Game Machine elencò RayForce nel numero del 1º aprile 1994 come la terza unità arcade più popolare all'epoca.
La versione Saturn invece ha ricevuto recensioni contrastanti, con i critici solitamente divisi tra il suo design di alta qualità e il suo gameplay e stile antiquati. Rad Automatic di Sega Saturn Magazine ha affermato che il gioco è divertente ma gravemente obsoleto in termini sia di grafica che di giocabilità, sebbene abbia elogiato l'assenza di rallentamenti e l'autentica sua sensazione arcade. Un recensore di Maximum ha commentato in modo simile che il gioco rientra nel genere retrò senza offrire il valore di nostalgia che si trova nella maggior parte di tali uscite, e ha ulteriormente criticato il fatto che la modalità "non è molto pratica nell'esecuzione (e non è particolarmente salutare per la tua televisione)". Pur riconoscendo che il gioco è divertente, ha notato che è stato rilasciato insieme a una serie di titoli Saturn di alta qualità (tra cui Virtua Fighter 2 e Sega Rally Championship), e ha concluso, "Dai, siate onesti: è davvero questo il tipo di gioco per cui avete sborsato 300 sterline per giocare con il vostro sistema di gioco di nuova generazione ad alta tecnologia? Può darsi che sia giocabile, ma non vale la pena comprarlo". Un critico di Next Generation ha convenuto che Galactic Attack è datato e che potrebbe piacere solo ai fan sfegatati degli sparatutto, ma nonostante ciò si è preso il tempo di spiegare perché gli appassionati degli sparatutto lo apprezzerebbero più della maggior parte dei giochi del genere: "A parte il fatto che Galactic Attack è un gioco d'azione super veloce, in questo titolo si percepisce chiaramente uno sviluppo di qualità e diversi elementi di tecniche di gioco intelligenti. La parte migliore di Galactic Attack, tuttavia, è che offre tutto ciò che un buon sparatutto spaziale dovrebbe offrire, senza alcun problema che potrebbe essere stato riscontrato su un sistema a 16 bit che cercava di fare lo stesso... il che significa nessun rallentamento, anche quando sullo schermo sono presenti un sacco di sprite contemporaneamente". GamePro ha dato al gioco una recensione positiva, dicendo che "presenta splendidi sfondi a tema spaziale e una colonna sonora rock. Sebbene la tua astronave non sia niente di speciale, i nemici ti sfrecciano addosso veloci e furiosamente, regalandoti una gioia per gli occhi e un allenamento per i pollici. Esplosioni rimbombanti, voci fuori campo nitide e affilati colpi laser completano questo gioco di qualità".
Sebbene non abbiano recensito il gioco quando è stato rilasciato, nel 1997 i redattori di Electronic Gaming Monthly hanno classificato la versione per Saturn come l'86° miglior videogioco per console di tutti i tempi, citando la sua meccanica a doppio strato.

## Serie
- RayStorm (1996) - sequel diretto, anche se la sua trama non è correlata a quella di RayForce.
- RayCrisis (1998) - prequel ambientato prima degli eventi di RayForce.